# Dynamite Cop
Dynamite Cop, noto in Giappone come Dynamite Deka 2 (ダイナマイト刑事2?, Dainamaito Deka Tsu), è un videogioco picchiaduro del 1998 sviluppato dalla AM1, pubblicato dalla SEGA e inizialmente uscito negli arcade di hardware Sega Model 2, ed è il sequel di Dynamite Deka, o Die Hard Arcade fuori dal Giappone, uscito nel 1996. Il gioco ha avuto un port per Dreamcast ed è uscito internazionalmente nel 1999, ma senza la licenza Die Hard. Ha anche avuto un altro sequel, Asian Dynamite, uscito solo negli arcade.

## Modalità di gioco
In Dynamite Cop il giocatore prende il controllo di Bruno Delinger - uno dei due eroi di Die Hard Arcade - o Jean Ivy oppure Eddie Brown, e attraversa i vari livelli a bordo di una nave da crociera e su un'isola deserta per salvare la figlia del Presidente statunitense da una banda di pirati moderni, guidati da Wolf "White Fang" Hongo, l'antagonista del primo gioco.
La versione Dreamcast include il gioco Tranquilizer Gun del 1980 come gioco bonus. Completando tutte le missioni del gioco, si potrà giocare a Tranquilizer Gun per un numero infinito di volte.

## Colonna sonora
Come in Die Hard Arcade, i temi musicali sono firmati da Howard Drossin.

## Accoglienza
In Giappone, il numero del 1º agosto 1998 della rivista Game Machine ha messo Dynamite Cop al quarto posto tra i giochi arcade di maggior successo dell'anno.
La rivista Game Republic diede il voto 3,5/5 alla versione Dreamcast, trovandolo divertente, ma mancante di originalità.
Jeff Chen ne ha recensito la versione Dreamcast per la rivista Next Generation, votandolo con tre stelle su cinque e considerandolo "un titolo divertente anche se sembra di ultima generazione."
La versione Dreamcast detiene un'accoglienza "mista" sul sito web GameRankings. In Giappone, Famitsū gli ha assegnato una votazione di 30 su 40.